# Elbchaussee
L'Elbchaussee (composto da Elbe = "Elba" + Chaussee, in tedesco = "via", in francese chaussée = "carreggiata"/ "argine") è la più grande arteria stradale della città tedesca di Amburgo:  si estende per 8,6 km nel distretto (Bezirk) di Altona, nel sud-ovest della città, seguendo il basso corso del fiume Elba dal quartiere (Ortsteil) di Ottensen (segnatamente, partendo dai pressi del municipio di Altona) sino al quartiere periferico di Blankenese, passando per i quartieri di Othmarschen, Flottbeck e Nienstedten.
Prima della seconda guerra mondiale, tuttavia, si chiamava Elbchaussee solo il tratto tra Flottbeck a Blankenese, mentre quello tra von Ottensen a Othmarschen si chiamava “Flottbeker Chaussee”.
Lungo l'Elbchausse si trovano numerosi parchi e ville.

## Storia

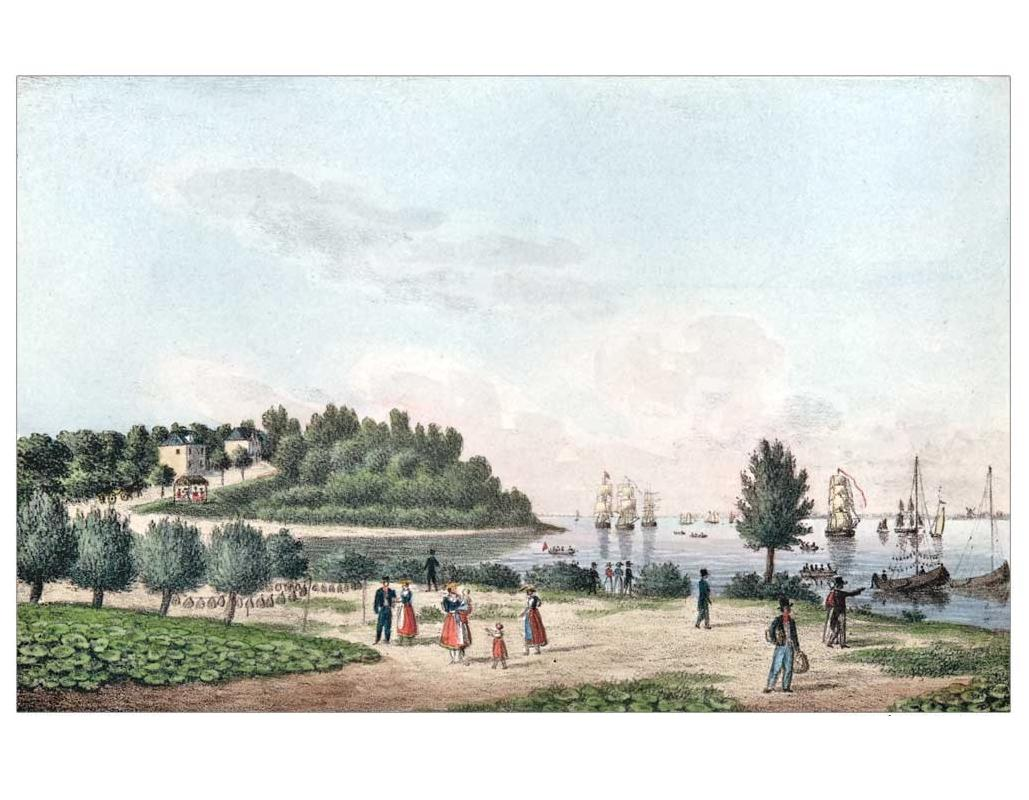
L’Elbchaussee nel 1830

Fin dal periodo successivo alla Guerra dei Trent'anni (1618-1648), l'area contava alcune tenute di campagna e ritiri estivi collegati da un accidentato viottolo di campagna. Nella seconda metà del XVIII secolo, quando un numero sempre maggiore di ricchi mercanti e armatori si stabilirono lungo la riva dell'Elba, Elbchaussee divenne un indirizzo residenziale alla moda. Intorno al 1780, su iniziativa privata, la strada fu potenziata come chaussée e gestita come strada a pedaggio esclusiva.
Gli anni tra il 1790 e il 1840 videro un boom edilizio sull'Elbchaussee. Le ville e le case di campagna di quegli anni sono identificabili per il nome delle rispettive famiglie anseatiche committenti e molte di esse sono paragonate a residenze reali. Tipiche dell'architettura europea di fine Settecento e inizio Ottocento, la maggior parte di esse furono costruite in stile neoclassico o Biedermeier, circondate da parchi spesso ispirati al design paesaggistico inglese. Durante gli anni della Gründerzeit (1871-1900 circa), vennero applicati anche altri stili costruttivi, tra cui vari stili, Art Déco e Jugendstil.
Con il completamento dei moderni progetti infrastrutturali nella seconda metà del XIX secolo, l'Elbchausee divenne popolare come area ricreativa locale. Nei fine settimana e nei giorni festivi, le nuove linee ferroviarie, i tram e i traghetti portavano grandi folle al lago Elbchaussee e alle sue spiagge. Negli anni Novanta del XIX secolo la gestione del lungomare fu trasferita alle autorità comunali.
Nel 1927 i sobborghi dell'Elba furono fusi nella città di Altona, che a sua volta fu accorpata alla città di Amburgo nel 1937. Nel 1950 è stata rinominata la parte orientale. Nonostante costituisca un'unità in termini di traffico e di spazio urbano paesaggistico, la parte orientale della strada è stata chiamata fino ad allora "Flottbecker Chaussee" o "Flottbeker Chaussee", mentre la parte occidentale "Elbchaussee". Dagli anni '90 alcune ville della fine del secolo sono state sostituite da edifici di appartamenti di alto livello, principalmente di architettura neoclassica o moderna. .

## Punti di interesse lungo l'Elbchaussee

### Parchi
- Heine-Park
- Donners Park
- Liebermannpark
- Schröders Elbpark
- Hindenburgspark
- Jenischpark

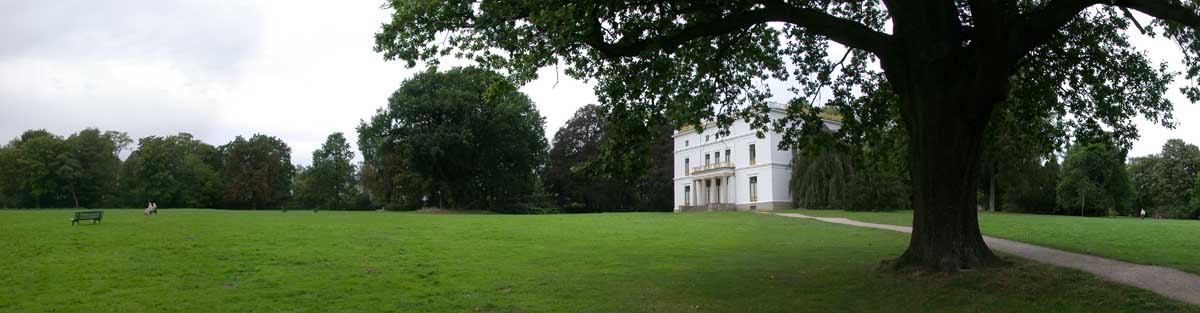
Amburgo: Lo Jenischpark, uno dei parchi lungo l'Elbchaussee

- Wesselhoeftpark (presso Teufelsbrück)
- Nienstedtener Friedhof
- Hirschpark
- Baurs Park

### Architetture religiose
- Nienstedtener Kirche
- Chiesa cattolica Maria Grün
- Chiesa mormone

### Ville
- Landhaus Brandt
- Landhaus Baur
- Villa Schröder
- Landhaus Klünder
- Villa Eickmann
- Jenischhaus
- Landhaus J. C. Godeffroy
- Voghts Landhaus
- Landhaus P. Godeffroy, soprannominata “Villa Bianca” (nell'Hirschpark

### Esposizioni
- Wissenschaftliches Institut für Marine- u. Schifffahrtsgeschichte (“Istituto scientifico sulla storia della marina e della navigazione, dove sono esposti 18.000 modellini di navi[3]